# فرانک آرمی
فرانک آرمی (انگلیسی: Frank Armi؛ زادهٔ ۱۲ اکتبر ۱۹۱۸ در پورتلند، اورگن – درگذشتهٔ ۲۸ نوامبر ۱۹۹۲ در واتسون ویل، کالیفرنیا) رانندهٔ مسابقات اتومبیل‌رانی اهل ایالات متحده آمریکا بود. فعالیت حرفه‌ای او در مسابقات اتومبیل‌رانی در اواسط دههٔ ۱۹۶۰ و همزمان با آغاز فعالیت او در سینما و تلویزیون به‌عنوان مهندس صدا پایان یافت. او در فیلم سینمایی صدای سوم به بازیگری ادموند اوبرایان و جولی لاندن، در نقش تکنسین صدا حضور داشته‌است.

## نتایج کامل در فرمول یک
(کلید)
| سال  | شرکت‌کننده                      | شاسی            | موتور         | ۱        | ۲        | ۳     | ۴      | ۵        | ۶        | ۷       | ۸       | ۹       | ق.ر. | امتیاز |
| ---- | ------------------------------ | --------------- | ------------- | -------- | -------- | ----- | ------ | -------- | -------- | ------- | ------- | ------- | ---- | ------ |
| ۱۹۵۱ | هانکوک دام                     | باردازن         | آفنهازر ۴-خطی | سوئیس    | ۵۰۰ ع.ص. | بلژیک | فرانسه | بریتانیا | آلمان    | ایتالیا | اسپانیا |         | ر.ن. | ۰      |
| ۱۹۵۳ | مل-رای/مل ویگرز                | کرتیس کرفت ۴۰۰۰ | آفنهازر ۴-خطی | آرژانتین | ۵۰۰ ع.ص. | هلند  | بلژیک  | فرانسه   | بریتانیا | آلمان   | سوئیس   | ایتالیا | ر.ن. | ۰      |
| ۱۹۵۴ | تی. دبلیو. و دبلیو. تی. مارتین | کرتیس کرفت      | آفنهازر ۴-خطی | آرژانتین | ۵۰۰ ۱۹   | بلژیک | فرانسه | بریتانیا | آلمان    | سوئیس   | ایتالیا | اسپانیا | ر.ن. | ۰      |